# Yang Yong-eun
Dans ce nom, le nom de famille, Yang, précède le nom personnel.
Yang Yong-eun, né le 15 janvier 1972 à Jeju-do, est un golfeur sud-coréen.

## Biographie
Une victoire en 2006 lors de l'Open de Corée lui donne accès au HSBC Champions, tournoi du circuit européen qui fait également partie du PGA Tour of Australasia et du Sunshine Tour. Lors de celui-ci, il bat Tiger Woods qui termine second. Cette victoire lui donne accès au circuit européen.
En 2008, après avoir remporté sa carte lors de la qualifying school, il participe au circuit américain. Sa première victoire sur ce circuit se situe en 2009 lors du Honda Classic, devenant ainsi le second coréen à remporter une victoire sur le circuit américain.
En août 2009, un troisième tour en 67 le place au second rang, avec l'Irlandais Padraig Harrington du Championnat de la PGA, à deux coups du leader Tiger Woods. Or celui-ci n'a jamais perdu un Majeur lorsqu'il était en tête au départ du dernier tour. L'Américain, avec un bogey, laisse le Coréen le rejoindre après le huitième trou. La décision se joue sur le quatorzième trou. Yang, grâce à un eagle prend un point d'avance sur Woods qui se contente d'un birdie. Il prend un nouveau point d'avance sur le seizième trou, puis après une frayeur sur le trou suivant, il remporte le tournoi en finissant par un dernier birdie. Il devient le premier asiatique à remporter un tournoi du grand chelem.